# Predazzo
Predazzo település Olaszországban, Trento megyében. Lakosainak száma 4500 fő (2023. január 1.). Predazzo Canal San Bovo, Moena, Nova Levante, Nova Ponente, Panchià, Primiero San Martino di Castrozza, Ziano di Fiemme és Tesero községekkel határos.

## Története
1815-ig a trentói hercegpüspökséghez tartozott, majd a feloszlatása után a Tirol hercegesített grófság része volt.

## Közlekedés
1919 és 1963 között a településnek vasútállomása volt.

## Népesség
A település népességének változása:
| Lakosok száma | 4536 | 4540 | 4500 |
|               | 2017 | 2018 | 2023 |

## Képgaléria

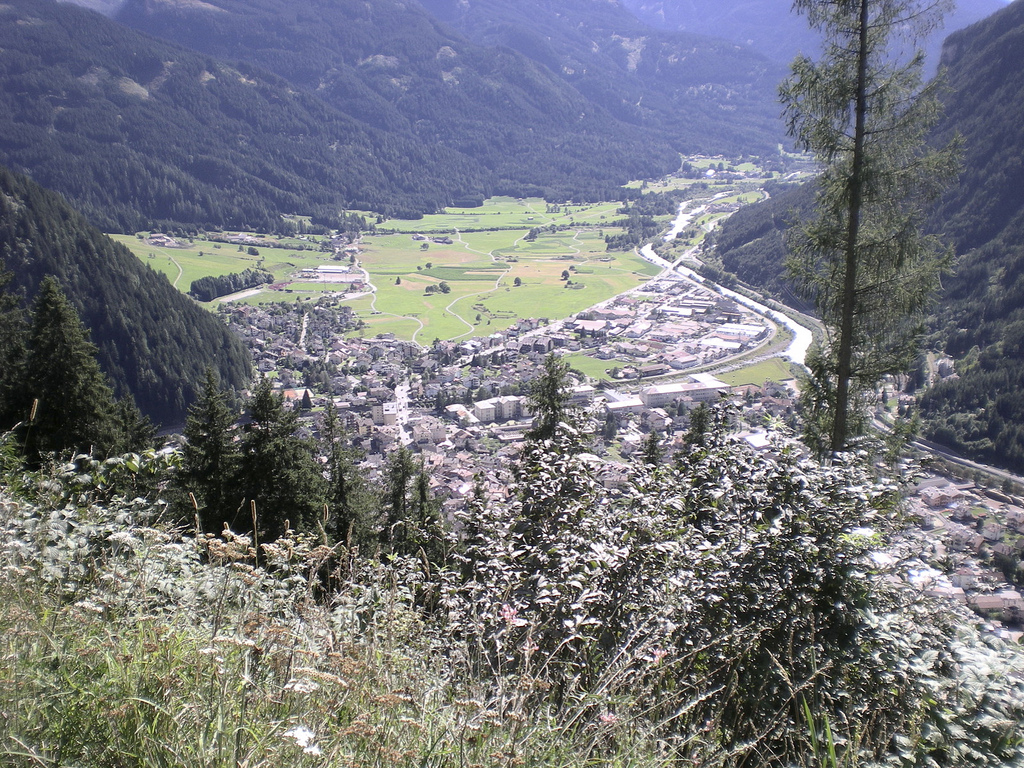
Predazzo
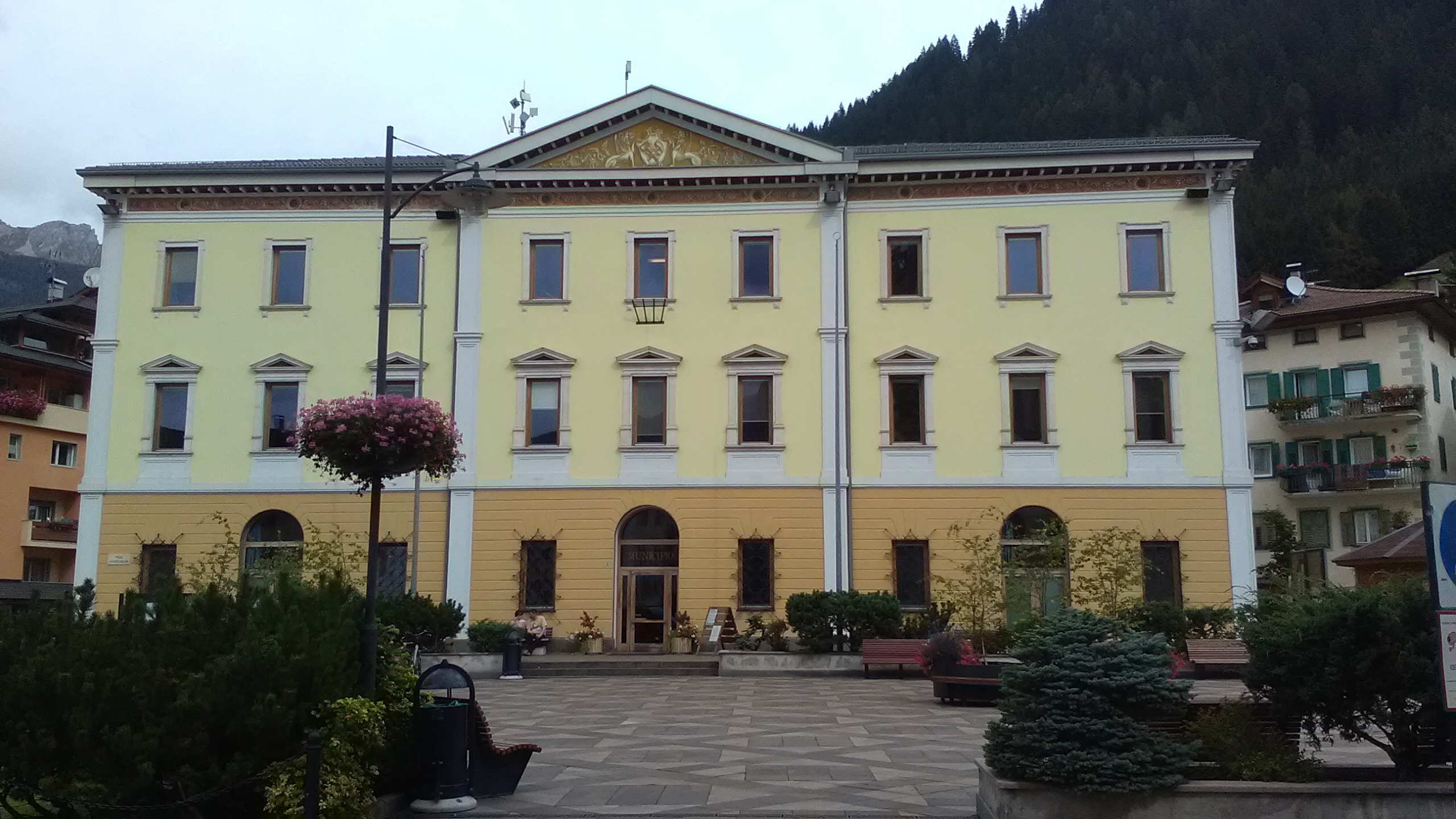
Rathaus
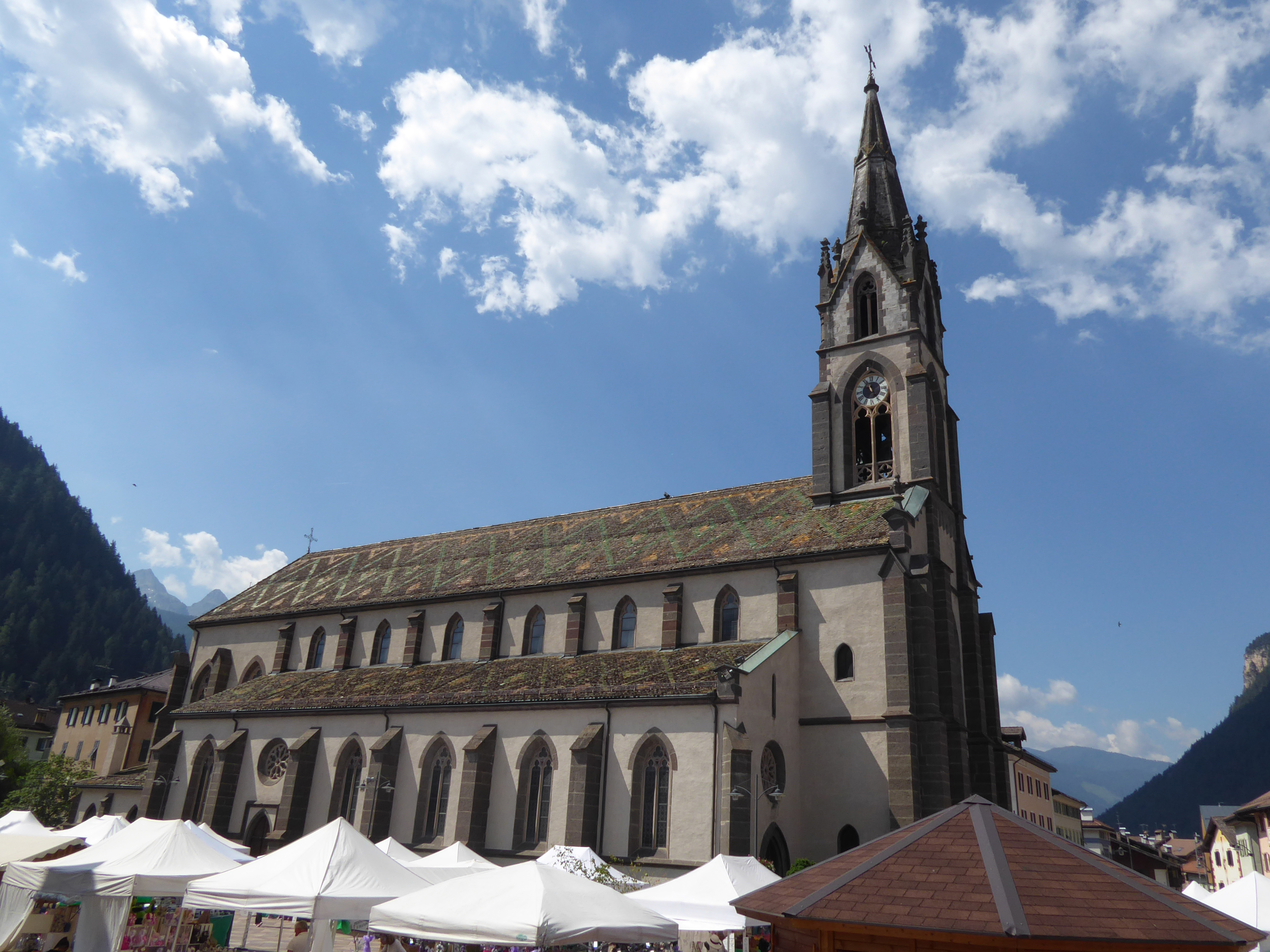
Santi Filippo e Giacomo
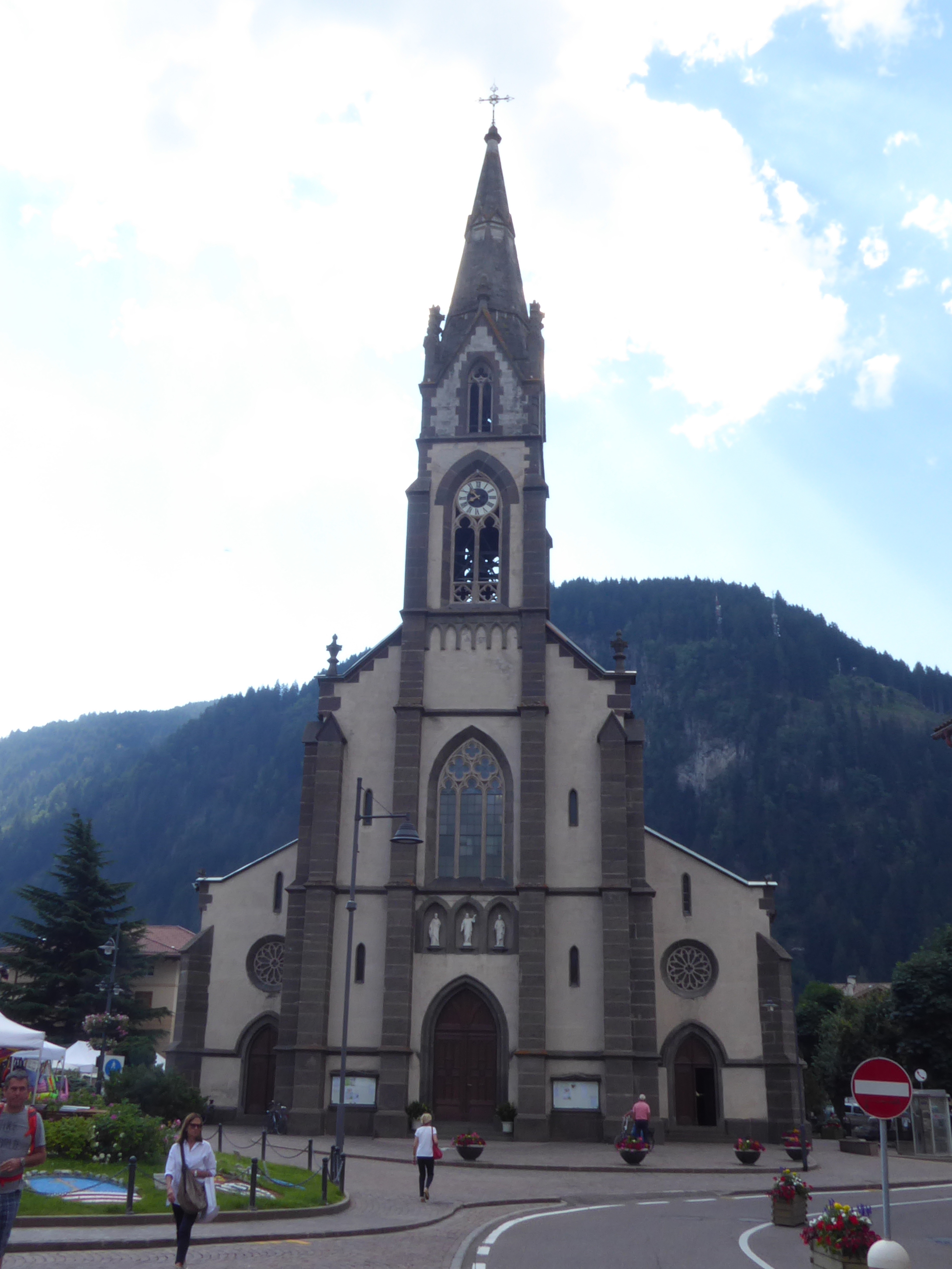
Santi Filippo e Giacomo
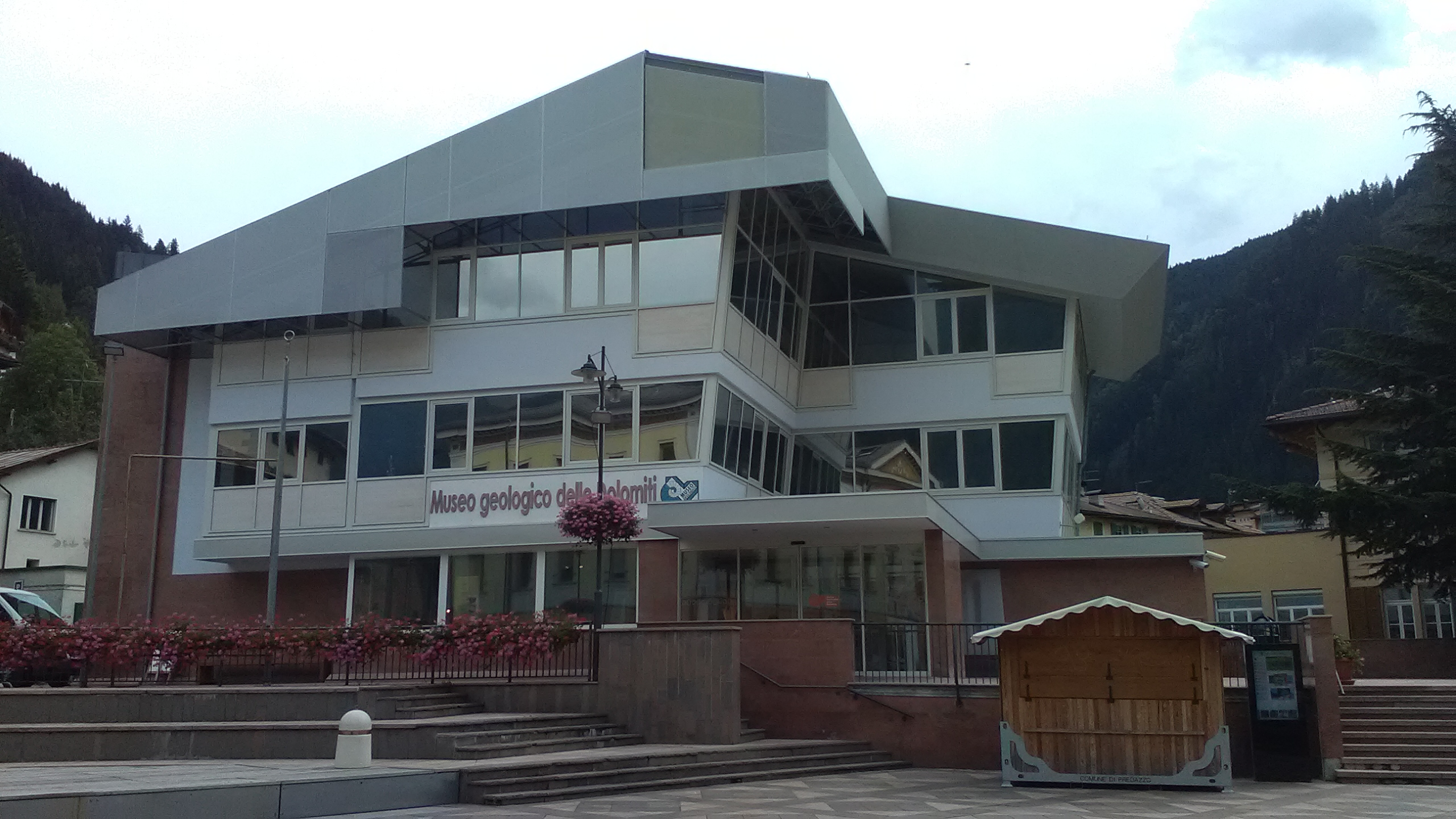
A dolomitok földtani múzeuma
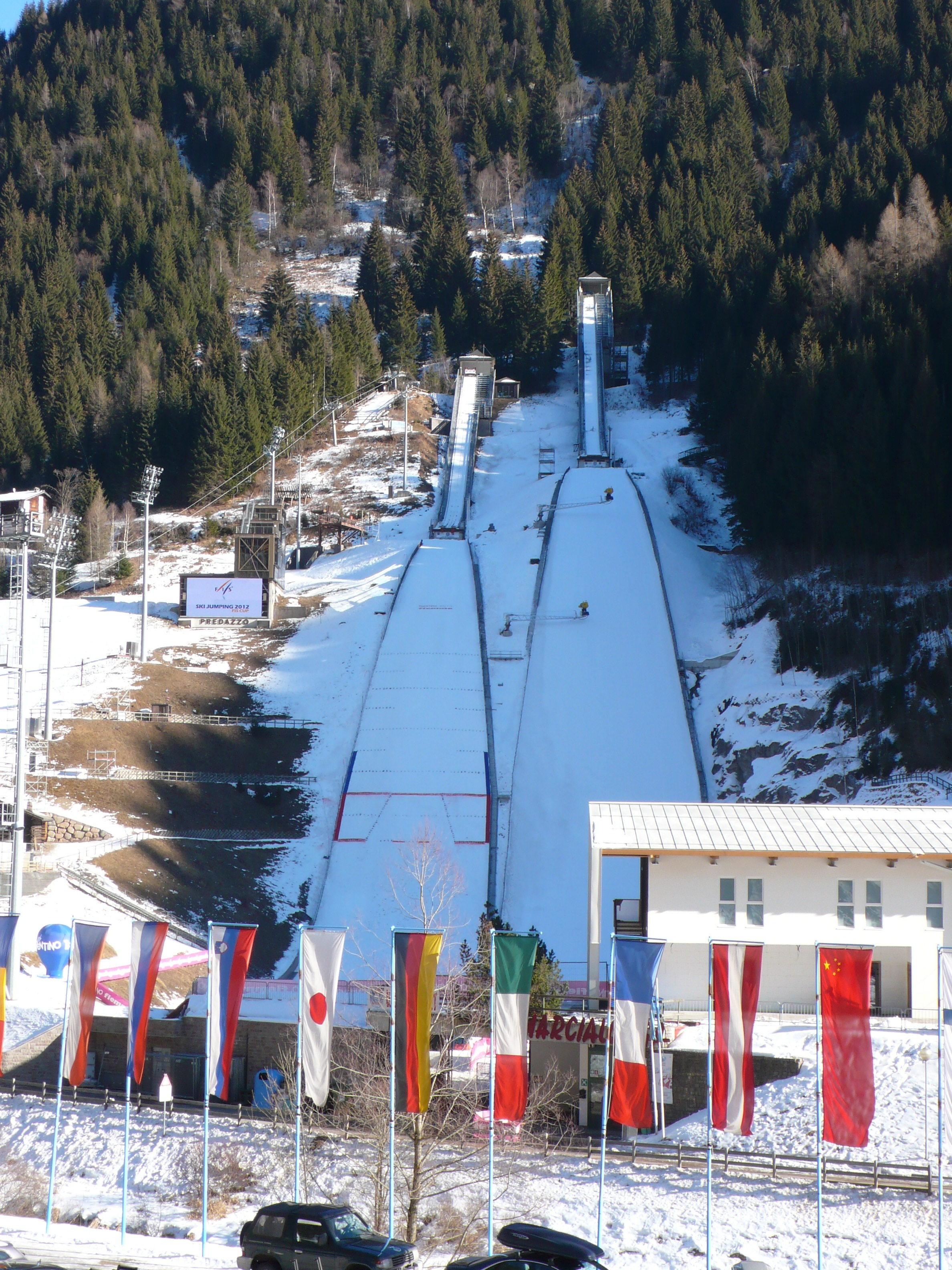
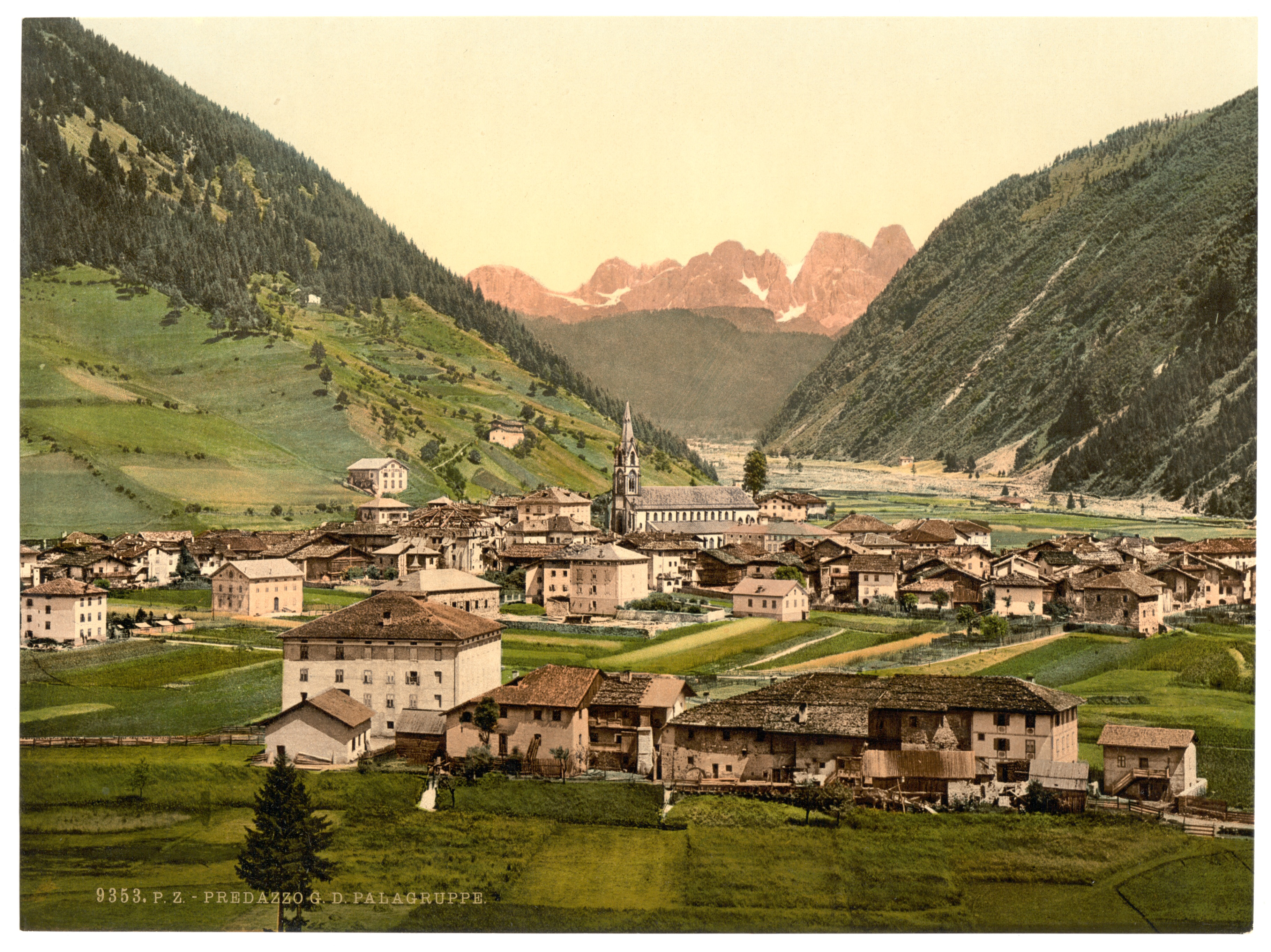
Predazzo 1890 és 1900 között
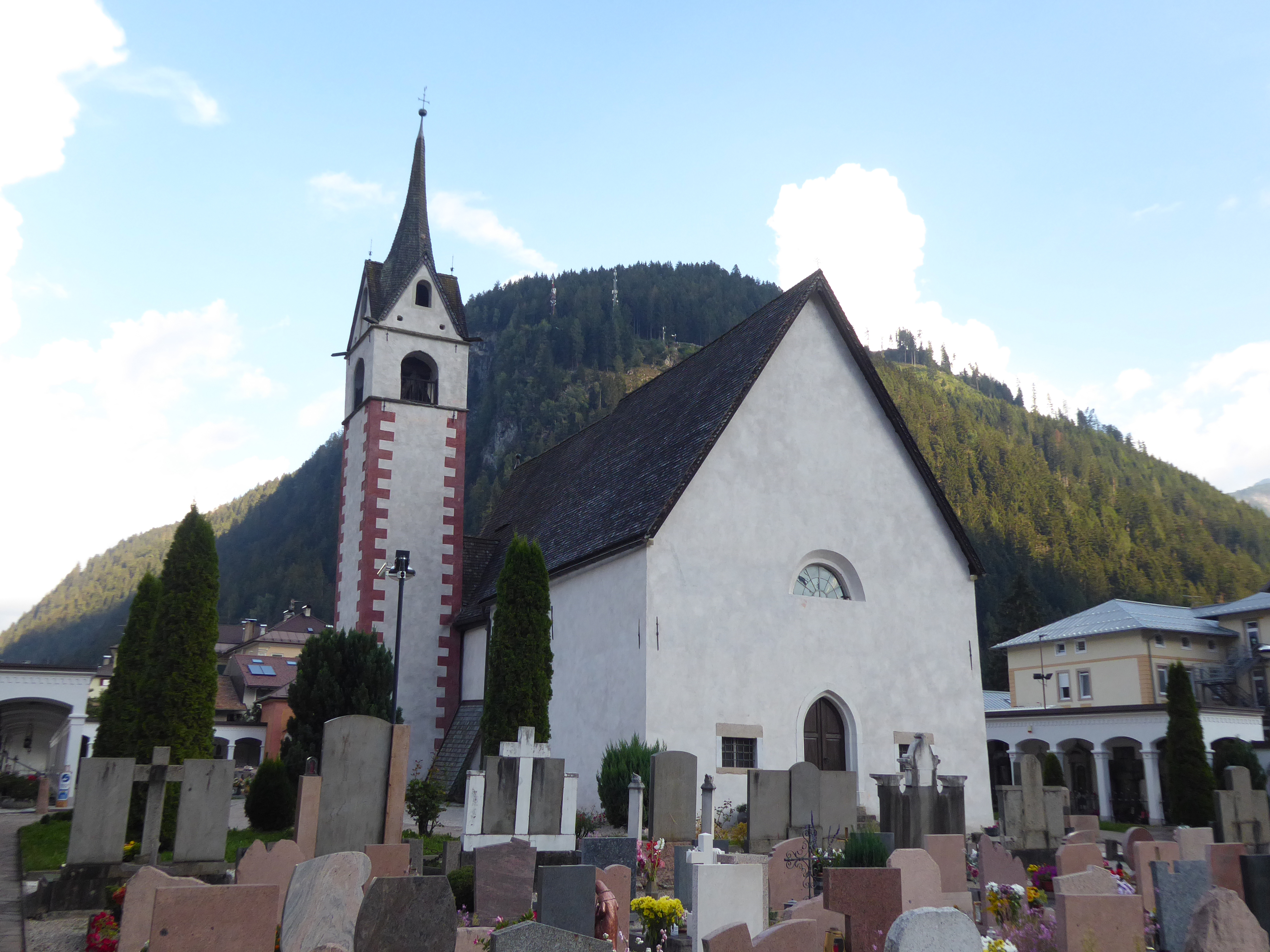
San Nicolò
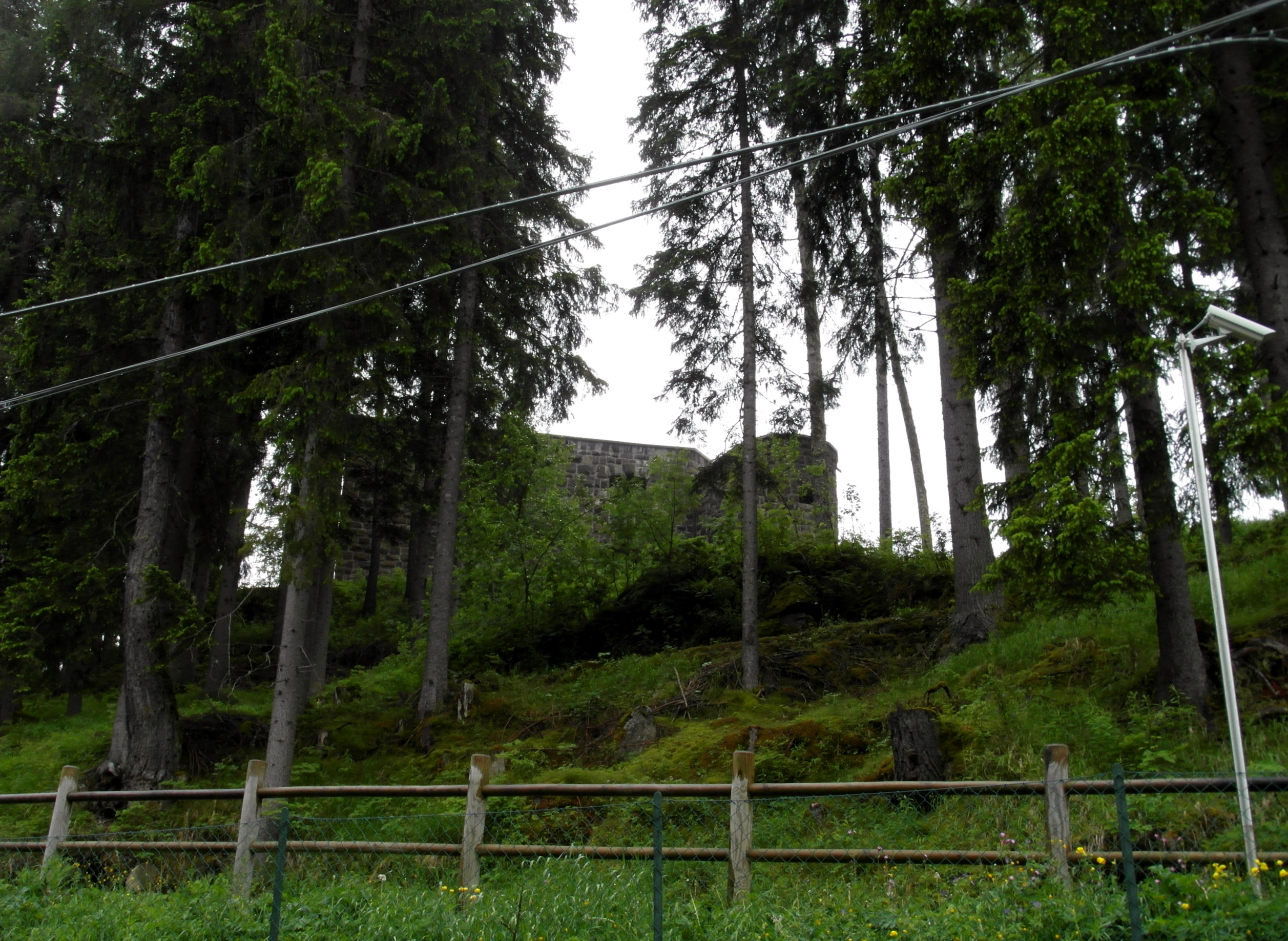
Forte Buso
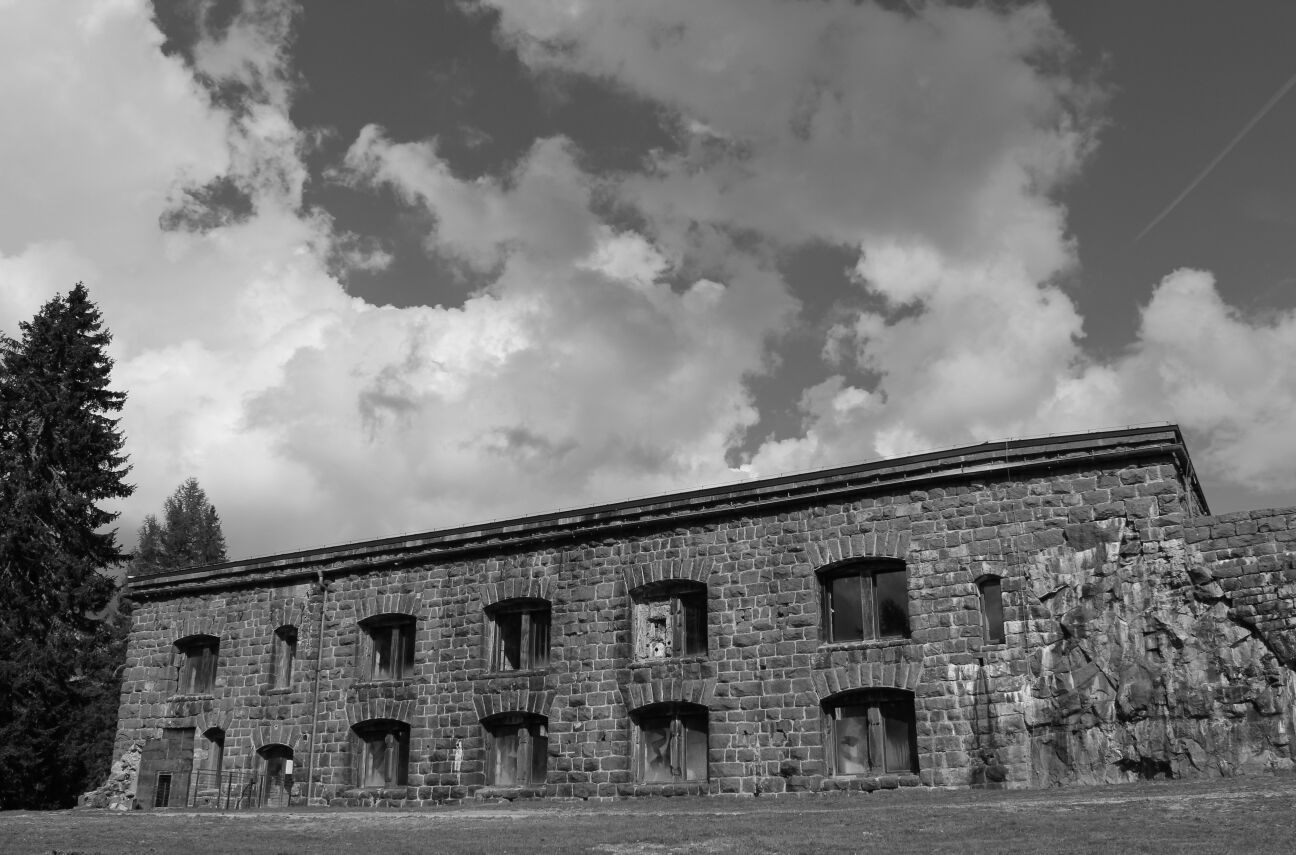
Forte Dossaccio
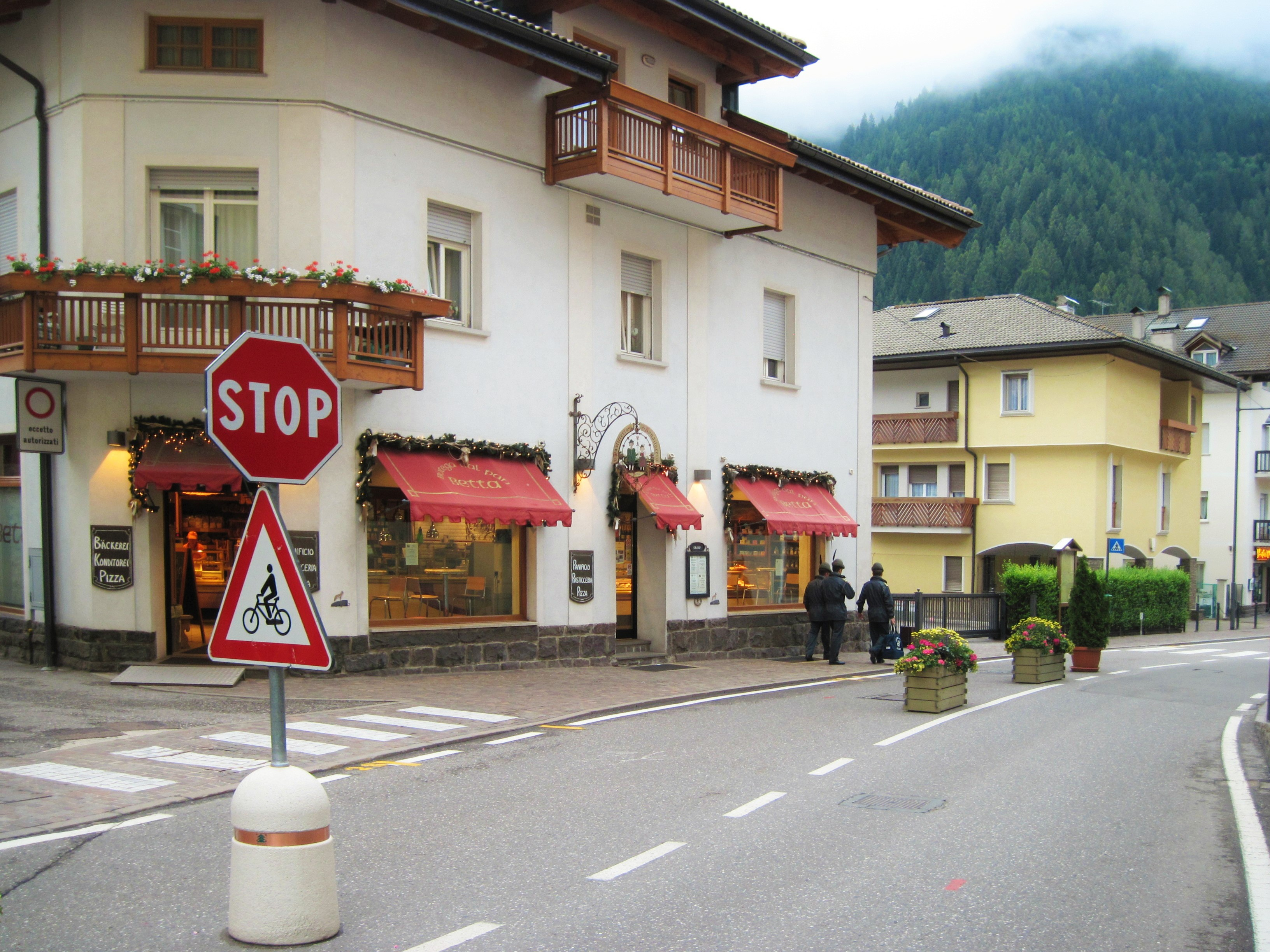